# プランケット城への招待状
『プランケット城への招待状』（プランケットじょうへのしょうたいじょう、原題: High Spirits）は、1988年に製作されたニール・ジョーダン監督、ダリル・ハンナ主演のロマンティックホラーコメディ映画である。

## 概要
アイルランドにまつわる伝説を基に『狼の血族』や『インタビュー・ウィズ・ヴァンパイア』で知られるアイルランド出身の名匠ニール・ジョーダンが監督・脚本を務めた本作は、アイルランドにあるプランケット城を舞台に起こる騒動を描いたコメディ映画である。『スプラッシュ』の人魚役で注目されたダリル・ハンナと、ポリスアカデミーシリーズのマホーニ役で知られるスティーヴ・グッテンバーグが出演している他、リーアム・ニーソン、ジェニファー・ティリー、ピーター・ギャラガー、そして名優ピーター・オトゥールが出演したジョーダン監督の意欲作である。

## あらすじ
アイルランドにあるプランケット城の城主ピーター・プランケット（ピーター・オトゥール）は、その巨大な建物と敷地を維持するための借金で苦しんでいた。ある日、城にまつわる幽霊伝説を利用して城内ツアーを企画する。そこへやってきたのは、ジャック（スティーヴ・グッテンバーグ）とその意地悪な妻シャロン（ビヴァリー・ダンジェロ）のクロフォード夫妻に、牧師志願の若者トニー（ピーター・ギャラガー）や若い娘のミランダ（ジェニファー・ティリー）らだった。初めのうちはそんな客たちをピーターをはじめ、召使らが幽霊に扮して脅かそうと試みるのだが、ことごとく失敗。それに見かねたお城の幽霊たちがその立て直しの一環に力を貸すべく姿を現す。
一方そんなこととはつゆ知らずに客たちはそれぞれ自由奔放な恋模様を見せていた。ジャックはかつてその城で夫に殺された女幽霊のメアリー（ダリル・ハンナ）とよろしい関係になり始め、一方のジャックの妻シャロンは、メアリーを殺した暴君夫のマーティン（リーアム・ニーソン）に惹かれ始め、牧師志願のトニーもおてんば娘のミランダと恋を実らせつつあった。

## キャスト
※括弧内は日本語吹替（初回放送1992年2月21日『金曜ロードショー』）
- ピーター・プランケット - ピーター・オトゥール（金内吉男）
- イーモン - ドナル・マッキャン（飯塚昭三）
- ケイティ - メアリー・コクラン（幸田直子）
- プランケット夫人 - リズ・スミス（京田尚子）
- サンプソン - トム・ヒッキー
- クリスティ - トニー・ロール
- パトリシア - ヒラリー・レイノルズ
- ジュリア - イゾルデ・カザレット
- ゲートマン - リトル・ジョン・ニー
- ジャック・クロフォード - スティーヴ・グッテンバーグ（田中秀幸）
- シャロン・クロフォード - ビヴァリー・ダンジェロ（沢田敏子）
- ミランダ - ジェニファー・ティリー（松井菜桜子）
- トニー牧師 - ピーター・ギャラガー（喜多川拓郎）
- マルコム - マーティン・フェレロ（納谷六朗）
- マージン - コニー・ブース
- ウェンディ - クリスタ・ホーニッシュ
- ウッディ - マシュー・ライト
- グラハム - ポール・オサリバン
- メアリー・プランケット・ブロガン - ダリル・ハンナ（高島雅羅）
- マーティン・ブロガン - リーアム・ニーソン（谷口節）
- プランケットの父 - レイ・マカナリー（阪脩）
- プランケットの曾祖母 - エイミー・デラマン
- ナンおばさん - ルビー・ブキャナン
- ピーターおじさん - プレストン・ロックウッド
- 日本語版ナレーター：澤登翠

## スタッフ
- 監督：ニール・ジョーダン
- 製作：デヴィッド・サウンダース、スティーヴン・ウーリー
- 脚本：ニール・ジョーダン
- 音楽：ジョージ・フェントン
- 撮影：アレックス・トムソン
- 編集：マイケル・ブラッドセル

日本語版
- 演出：長野武二郎
- 翻訳：山田ユキ
- 調整：蝦名恭範
- 効果：南部満治
- 選曲：河合直
- 制作：ニュージャパンフィルム